# タラス州
タラス州（キルギス語: Талас областы）は、キルギスの州。州都はタラスである。
北と西でカザフスタンと、東でチュイ州と、南でジャララバード州と、西でウズベキスタンとそれぞれ接する。州全体が西に開けたU字谷で、キルギス山地が北のチュイ州境を成し、南にはタラス山地が連なる。渓谷を流れるのはタラス川。幹線道路のA361号線が国境のオトモック峠を経てカザフスタンのタラズに至る。州西部のキジル＝アディルは北に向かうとカザフスタンに、南に向かうとカラ＝ブーラ峠を越えてジャララバード州に通ずる交通の要衝。独立以前は、州内の貿易はタラズに依存していた。タラス河畔の戦いはこの州で起こった。

## 基礎的経済指標
- 人口 - 21万9800人（2009年1月1日：推計）、うち都市人口16.3%、農村人口83.7%[1]
- 就業人口 - 9万5300人（2008年）[2]
- 失業登録者 - 2136人（2008年）[3]
- 輸出額 - 14.6百万米ドル（2008年）[4]
- 輸入額 - 193.3百万米ドル（2008年）[5]
- 外国からの直接投資額 - 30.4百万米ドル（2008年）[6]

## 下位行政区
州は下記の4地区から成る。
| 区名             | 中心地           |
| ---------------- | ---------------- |
| バカイ＝アタ地区 | バカイ＝アタ     |
| カラ＝ブーラ地区 | キジル＝アディル |
| マナス地区       | ポクロヴカ       |
| タラス地区       | マナス           |